# 다부동 전투
다부동 전투(多富洞戰鬪, Battle of Tabu-dong)는 1950년 6.25 전쟁 당시 가장 치열했던 전투로 꼽히는 전투로 경상북도 칠곡군 가산면에서 전투를 벌인 끝에 대한민국 국군이 북한군의 대공세를 저지시키고 대구로 진출하려던 북한군의 의지를 꺾었다.

## 배경
1950년 6월 25일 한국 전쟁 발발 후 북한은 무기와 훈련이 부실한 국군을 연이어 물리치고 승리하여 3일 만인 6월 28일 서울을, 7월 5일에는 오산 전투에서 미군까지 격파하고 7월 20일 대전을, 7월 말 목포와 진주, 8월 초 김천과 포항을 함락시켰다.
그러나 낙동강 전선에서 국군과 미군의 강렬한 저항으로 교착상태에 빠졌고 치열한 전투가 몇 차례씩 벌어졌다. 8월 3일 유엔군은 마산-왜관-영덕을 잇는 낙동강 방어선을 쳤다.

## 전투

### 북한의 공세와 다부동 전선으로의 이동

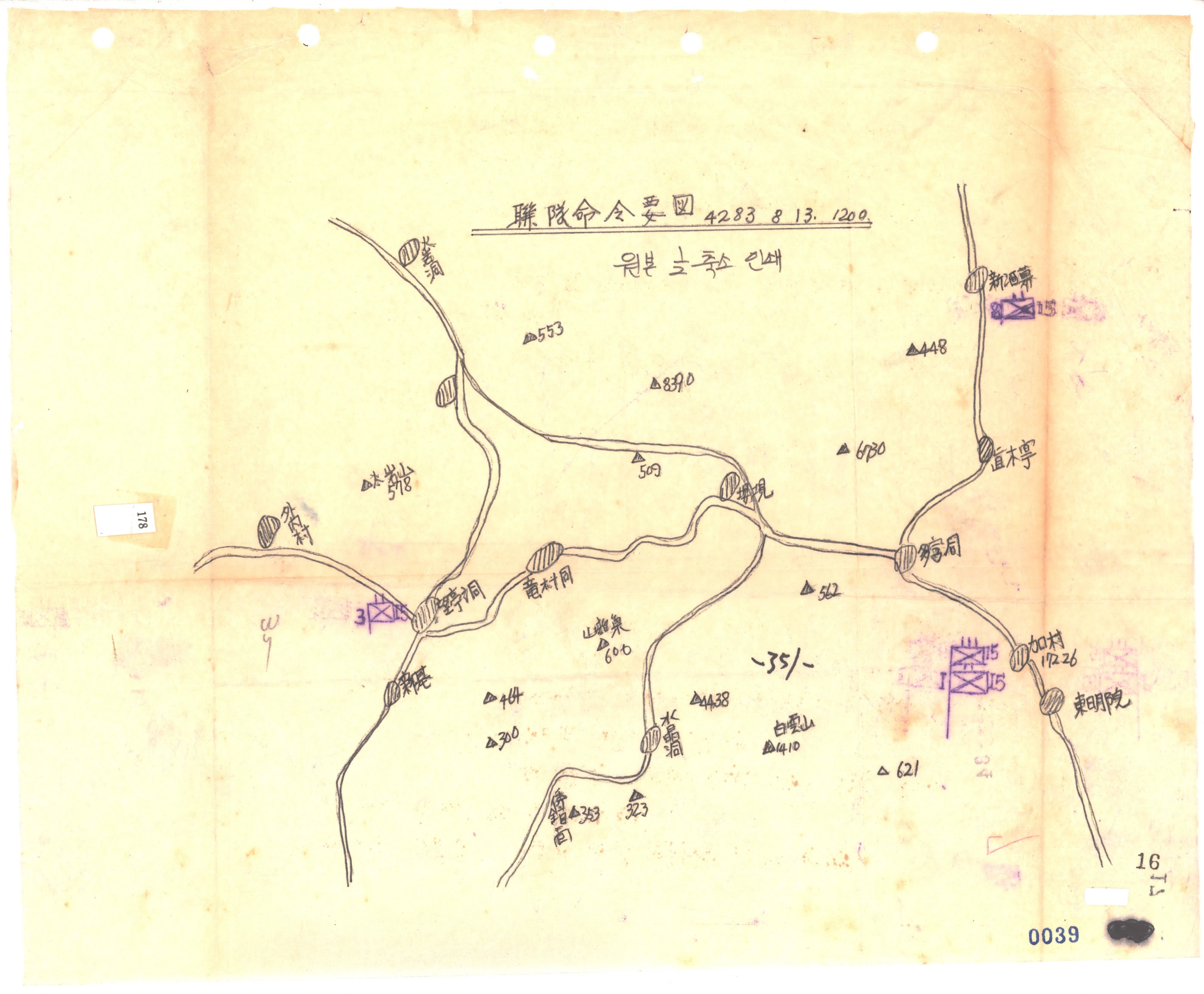
8월 13일 당시 15연대의 배치도

북한은 1950년 8월 임시 수도 부산과 대구로 통하는 교두보를 마련하기 위해 대구 공격에 투입된 5개 사단을 투입했고, 이에 국군은 왜관에서 낙성리까지 국군 제1사단, 낙성리에서 의성까지 제6사단, 현풍에서 왜관까지 미 제1기병사단 등 3개 사단을 배치했다.  
그중 주공축선은 북한군 제13사단, 제15사단과 제105전차사단과 1사단일부가 공격한 대구북방의 1사단 정면이었다.
제1사단은 8월 1일 미군 제25사단으로부터 책임 구역을 이어받아 9일 동안 낙동강 연안에서 전투를 벌여 6867명을 사살하고 각종 포 23문과 탱크 10대를 파괴했다.
8월 11일 육군은 왜관 북방 303고지-다부동-군위-보현산으로 이동하여 북한군을 저지하라는 명령을 받아 국군 제1사단은 강변 전투를 종결하고 8월 12일 야간에 새로운 다부동 전선으로 이동했다.

### 왜관 폭격
대구 방면에서 공격이 한창일 때 8월 16일 11시 58분~12시 24분에 UN군 사령관의 명령으로 출격한 B-29 폭격기 98대가 왜관 서북쪽 낙동강변일대 5.6×12 km 지역에 960t의 폭탄을 투하하였다.
그러나 융단폭격에도 불구하고 8월 16일에는 가산으로 침투하려는 북한군이 741고지에서 다부동 바로 서측 466고지를 공격해옴으로써 국군 제1사단은 돌파되느냐 고수하느냐의 기로에서 놓여 있었다.
이에 제8군은 사단 병력만으로는 방어선을 유지할 수 없다고 판단하고 8월 17일 군예비인 미 제25사단 제27연대를 다부동으로 투입하였다. 8월 18일 새벽에는 가산에서 침투한 일부의 북한군이 사격한 박격포탄이 대구역에 낙하하자 대구의 위기는 더욱 고조되었다.
이 충격으로 이날 정부가 부산으로 이동하고 피난령이 하달되어 대구는 일대 혼란에 휩싸였으나, 조병옥 내무부 장관이 경찰과 함께 직접 가두에 나서 피난령을 취소하고 민심을 수습함으로써 가까스로 질서가 회복되었다.

### 제1사단의 위기
이와같은 위기를 타개하고 계획된 방어선을 회복하기 위하여 국군 제1사단은 8월 18일에 지원된 미 제27연대와 협동으로 적진돌파작전을 전개하였다.
미 제27연대는 다부동-돌머리 축선에서 전차중대를 도로상에, 보병 2개 대대를 그 좌우 낮은 능선에 전개하여 보전협동으로 공격을 주도하고, 그 좌우 고지에서는 제1사단이 미군부대와 협조된 공격을 실시하였다.
국군 제1사단 정면의 적도 전차를 새로이 보충받아 보·전협동으로 전면적인 야간공격을 개시함으로써 피아간에 치열한 전투가 계속 되풀이 되었다. 제27연대는 천평 전방에서 3.5 로켓포로 적전차 2대를 파괴하였으나 적의 공격은 계속되었다. 적은 도로상의 지뢰로 인해 큰 진전을 이루지는 못하였다.
제15연대는 328고지에서 적과 수차례의 수류탄 공방전을 전개하면서 쟁탈전을 거듭하였고, 제12연대는 쌍방간에 많은 손실을 낸 채 8월 19일 수암산을 재차 피탈당하고 유학산 일대에서 밀고 밀리는 공방전을 반복하였으나 대체로 적의 돌파확대를 저지하고 있었다.
이날 제8군명령에 따라 미제2사단 제23연대를 후방인 두전동에 배치하여 방어종심을 증가하였다. 육군본부에서도 제8사단 제10연대를 제1사단에 배속시켜 가산일대에 배치하였다. 이와같이 다부동의 전황은 국군 1개 연대와 미군 2개 연대가 지원될 만큼 위급하였다.

### 북한의 공격력 약화와 국군의 역습
그러나 8월 20일 밤 북한 인민군측에 중대한 변화가 있었다. 적은 더 이상 다부동전선을 돌파할 수 없다고 판단했음인지 유학산 일대에 전개한 제15사단을 의성방면으로 이동시킨 후 국군 제8사단 정면 영천방면으로 공격하도록 임무를 부여하였으며, 이로써 적은 제3사단 일부가 수암산 일대에, 제13사단이 유학산 우측면을 담당하게 되어 공격력이 크게 약화되었다.
국군으로서는 당시 적 제1사단의 위협이 가중되어 다부동의 위기가 고조되고 있을 때였으므로 참으로 다행스런 일이었다. 8월 21일부터 국군 제1사단의 전황은 점차 호전되어 갔다. 이날 야간 특기할 것은 다부동 계곡에서 한국전쟁 최초로 전차전이 전개되었다.
적은 전차와 자주포를 앞세워 조공을 제11연대로, 주공을 미제27연대 정면으로 지향하여 대규모 야간역습을 감행하였다. 미 제27연대는 가용포를 총집중하여 적전차와 보병을 분리하고 아군전차를 추진하여 적에 대응하였다. 다부동 계곡에서 쌍방간에는 전차포에 의해 발사된 철갑탄이 5시간 동안이나 교차되면서 불꽃을 튀기었다.
당시 이 광경을 바라보던 제27연대 장병들은, 불덩이의 철갑탄이 어둠을 뚫고 좁은 계곡의 도로를 따라 메아리치며 상대방 전차를 파괴하기 위해 곧장 날아가는 모양이 마치 볼링 공이 맞은 편에 세워진 목표로 핀을 향하여 재빠르게 미끄러져 가는 모양과 같다고 하여 볼링장(Bowling Alley)전투라고 하였다.

### 국군의 대규모 탈환 공세

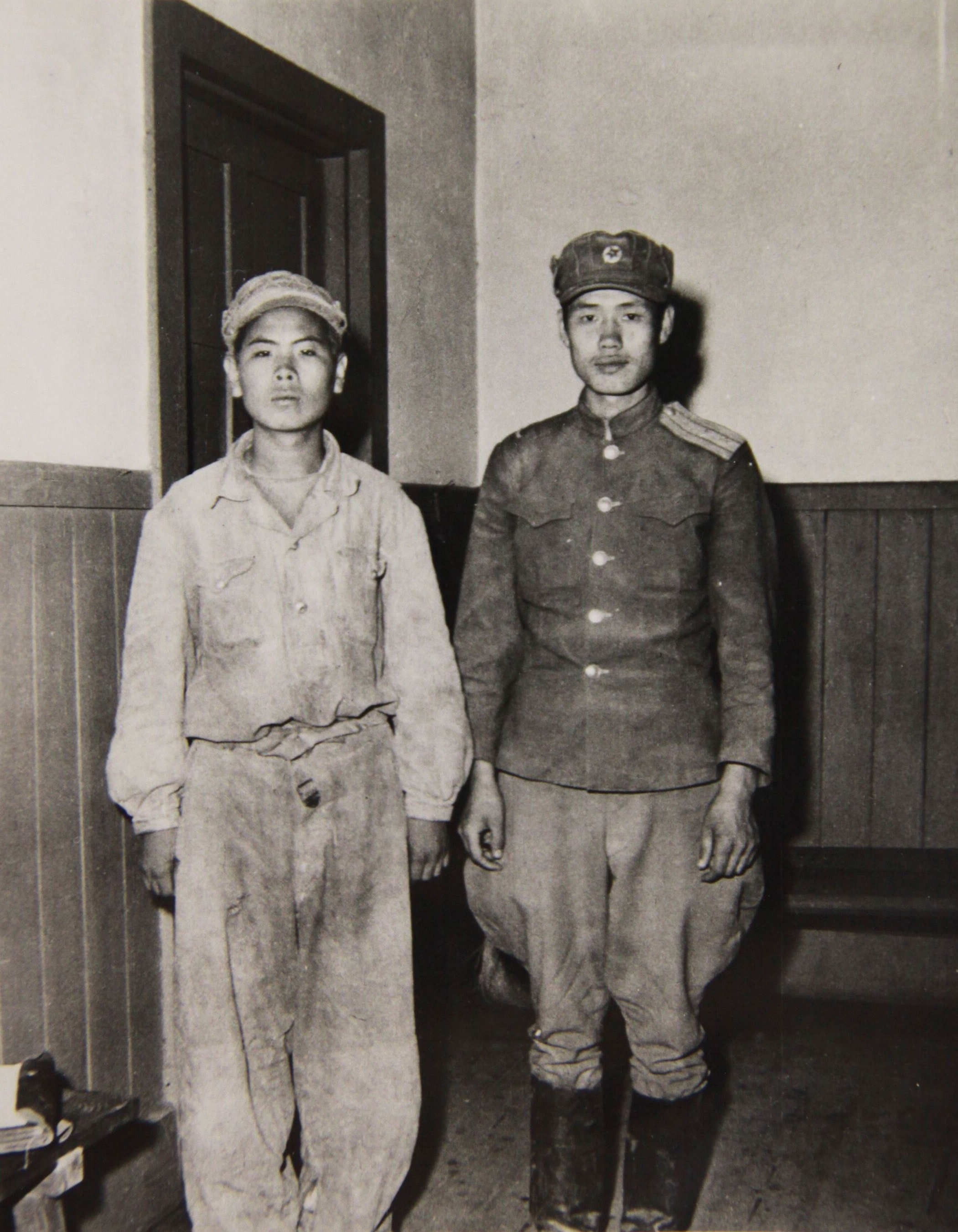
정봉욱 중좌와 당번병 김유각 상병의 모습.

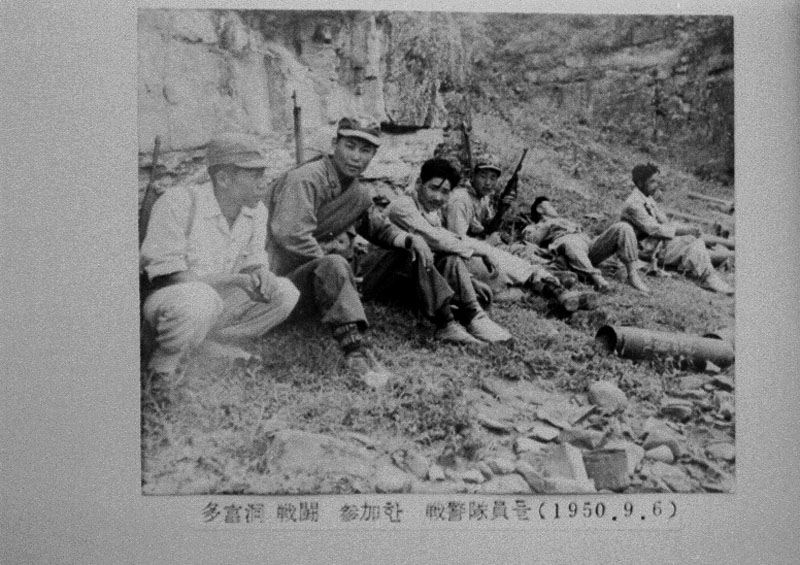
다부동 전투에 참가한 전투경찰의 모습.

더구나 다음날 8월 21일 오전에 북한 제13사단의 정봉욱 중좌가 제11연대지역으로 작전지도를 갖고 귀순함으로써 적의 전투의지는 극도로 저하되었고, 그의 진술에 따라 유엔 전폭기 편대가 대거 출격하여 122mm곡사포 7문과 76mm곡사포 13문이 은폐되어 있는 적의 포진지와 집결지를 강타함으로써 적 제13사단의 화력지원을 무력화시켰다.
제12연대는 그동안 8차례의 공격끝에 이날밤 최초로 야간기습을 시도하여 마침내 유학산 탈환에 성공하였다. 제1사단은 마침내 주저항선을 안정시켜 작전의 주도권을 행사하게 되었으며, 이에 따라 미 제27연대는 증원임무에서 해제되어 마산의 모체부대로 복귀하였다.
적은 전투력이 현저히 약화되어 거의 접촉을 단절하였으며, 북한 인민군 제13사단은 유학산에서만 1,500명이 전사상되고 총 3,000명의 손실을 입고 있었다. 8월 26일부터 제1사단은 육군본부의 명령에 따라 방어진지를 미군에게 인계할 준비의 갖추면서 수색정찰을 강화하였다.
또 8월 28일에는 수암산을 피탈 10일 만에 탈환하였다. 결국 제1사단은 8월 12일에 점령하게 되어 있던 방어선을 16일 후에서야 점령한 결과가 되었다. 제1사단은 방어선상의 가장 중요한 지형인 유학산을 적에게 선점당하여 그간 많은 희생을 치르면서 다부동 전선을 방어하였던 것이다.

### 북한군 제압
이처럼 제1사단은 적 3개 사단의 집요한 공격에도 불구하고 328고지-수암산-유학산-741고지의 방어선을 확보하고 다부동-대구 접근로를 방어하여 대구 고수에 결정적으로 기여하였다.
이 전투에서 국군 제1사단은 유학산과 다부동 일대에 주저항선을 형성하고 북한군 3개 사단과 25일 동안의 교전을 전개하여 북한군의 8월공세를 저지한 후, 미 제1기병사단에게 진지를 인계하고 신녕 지역으로 이동하였다.

## 결과 및 영향
인천상륙작전을 통하여 투입된 미군의 대대적인 반격으로 이 지역에서 북한군을 완전히 몰아냈다. 이 전투에서 북한군의 공세를 막아냄에 따라, 북한군은 낙동강 전선을 돌파하는데 실패하였고 결과적으로 북한군의 공격의도를 좌절시키는데 성공하였다. 북한군은 이 전투에서 전력을 상당히 소진하여야 했고 이는 이후 전투에 적지 않은 영향을 끼치게 되었다. 대한민국 국군에게 있어서는 낙동강 전선을 고수할 수 있다는 자신감을 부여하게 해준 결정적인 전투이기도 하였다.

## 관련 작품
- 로드 넘버원 (MBC TV 드라마, 2010년)
- OBS《6.25 특별기획 - 한국전쟁, 뜨거운 가슴으로 맞서다, 낙동강 전투》 2013년작 다큐멘터리
- 뮤지컬 '귀환:그날의 약속'